# Invidia

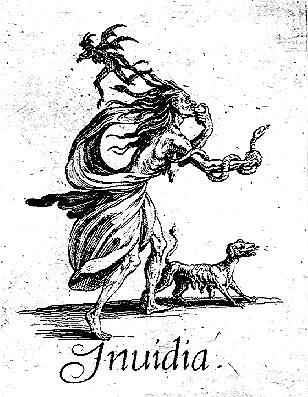
Invidia gravure de Jacques Callot (1620)

Dans la mythologie romaine, Invidia est la déesse de l'envie et de la jalousie. Pour des fins littéraires, celles-ci sont personnifiées. Les Anciens romains utilisaient Invidia à la place de deux concepts grecs : Némésis, « l'indignation par rapport à un avantage injuste », et Phtonos, l'envie.
Dans le christianisme, Invidia devient l'un des sept péchés capitaux, présent dans l'iconographie gothique et de la Renaissance.
Elle était représentée sous la forme d'un spectre féminin, la tête ceinte de couleuvres, le teint livide avec des serpents dans les mains [réf. souhaitée].

## Invidia et la magie
Il existe plusieurs rituels destinés à éloigner Invidia et le mauvais œil. Ainsi, lorsqu'un général romain célébrait un triomphe, les Vierges Vestales suspendaient un fascinus, ou effigie phallique, sous le char pour éloigner Invidia.
L'envie est le vice le plus associé aux sorcières et à la magie. Chez Ovide, Invidia a une langue empoisonnée. De plus, Invidia et les sorcières partagent le mauvais œil. Le terme "invidia" provient du verbe latin "invidere", regarder de trop près. Le fait que l'œil d'Invidia soit associé à l'envie reflète la croyance selon laquelle l'envie vient des yeux. Ovide craignait qu'une sorcière à double pupille ne jette un sort sur son histoire d'amour.
"Fascinare" signifie "envoûter". Dans un de ses poèmes d'amour, Catulle plaisante sur les mauvais esprits envieux de son couple, qui pourraient leur jeter un sort. Dans un poème de Virgile, un berger observe ses agneaux et conclut qu'un œil les ensorcelle (il emploie le verbe "fascinat"). Servius, commentateur de Virgile, estime que le troupeau est bon, car il vaut la peine d'être ensorcelé. Tout avantage inhabituel est soumis à Invidia, c'est pourquoi les Romains possédaient des fascinari ou des antidotes contre elle.

## Le sentiment d'invidia
D'après Robert A. Kaster, ce sentiment est toujours désagréable, qu'on l'éprouve ou qu'autrui l'éprouve pour nous. Il peut être simplement rancunier, ou rancunier et cupide à la fois. Dans la fable d'Esope "le chien dans la crèche", où le chien, couché dans la crèche, ne mange pas l'orge et empêche le bétail de le faire, l'invidia est condamnée. L'usage latin le plus courant du terme invidia est le sentiment éprouvé face à la justice offensée, face à des avantages (richesse, prestige...) non mérités et exercés sans honte (pudor). En cela, l'invidia se rapproche de la Nemesis grecque.

## Dans la littérature romaine

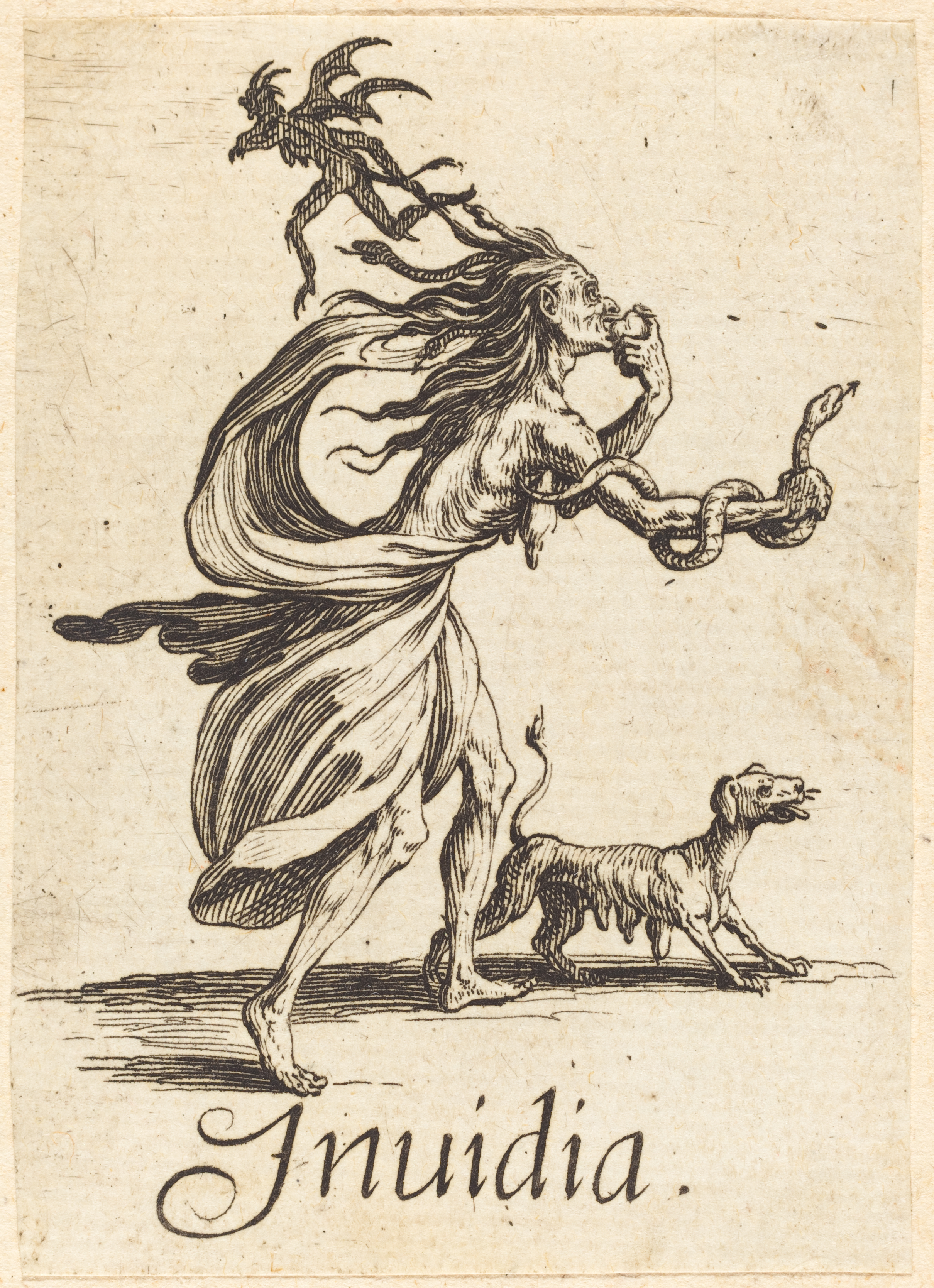
Allégorie de l'indivia.

Dans la première églogue de Virgile, l'invidia est le sentiment désagréable nié par le berger Melipoeus.
En latin, Invidia pourrait être l'équivalent de deux personnifications grecques, Nemesis et Phthonus. Invidia pourrait être personnifiée, à des fins strictement littéraires, comme une déesse, l'équivalent romain de Némésis dans la mythologie grecque, bien que Némésis ait reçu un culte notamment dans son sanctuaire de Rhamnous, au nord de Marathon, en Grèce.
Ovide décrit Invidia dans les Métamorphoses (2.760-832) : Son visage était d'une pâleur maladive, tout son corps était maigre et décharné, et elle louchait horriblement ; ses dents étaient décolorées et cariées, sa poitrine empoisonnée d'une teinte verdâtre, et sa langue dégoulinait de venin. ... Rongeant les autres, et étant rongée, elle était son propre tourment 

## L'Indivia allégorique
Chez les chrétiens, Invidia est l'un des sept péchés capitaux.
Dans la mythographie allégorique du Moyen Âge et de la Renaissance, les trois têtes de Cerbère représentent parfois trois types d'invidia.
Dans l'iconographie du gothique tardif et de la Renaissance, Invidia est invariablement personnifiée comme une femme. L'influente Iconologia de Cesare Ripa (Rome, 1603) représente Invidia avec un serpent enroulé autour de sa poitrine et mordant son cœur, "pour signifier son amertume dévorante ; elle lève également une main vers sa bouche pour montrer qu'elle ne s'occupe que d'elle-même". La tradition de la représentation s'est inspirée d'auteurs latins tels qu'Ovide, Horace et Pline, ainsi que du livre emblème d'Andrea Alciato et de Jacopo Sannazaro. Alciato l'a représentée en train de dévorer son propre cœur dans son angoisse
Invidia est le défaut fatal de Iago dans l'Othello de Shakespeare : "O tu es bien accordé maintenant ; mais je vais poser les chevilles qui font cette musique". (Othello II.i)